# لينارت يوهانسون (لاعب هوكي جليد)
لينارت يوهانسون (بالسويدية: Lennart Johansson)‏ هو لاعب هوكي جليد سويدي، ولد في 7 يونيو 1941 في سوندسفال في السويد، وتوفي في 23 أكتوبر 2010 في يفله في السويد.

## وصلات خارجية
- لينارت يوهانسون على موقع EliteProspects.com (الإنجليزية)
- لينارت يوهانسون على موقع Eurohockey.com (الإنجليزية)
- لينارت يوهانسون على موقع أوليمبيديا (الإنجليزية)
- لينارت يوهانسون على موقع اللجنة الأولمبية السويدية (السويدية)